# Rechtsufrige Ukraine

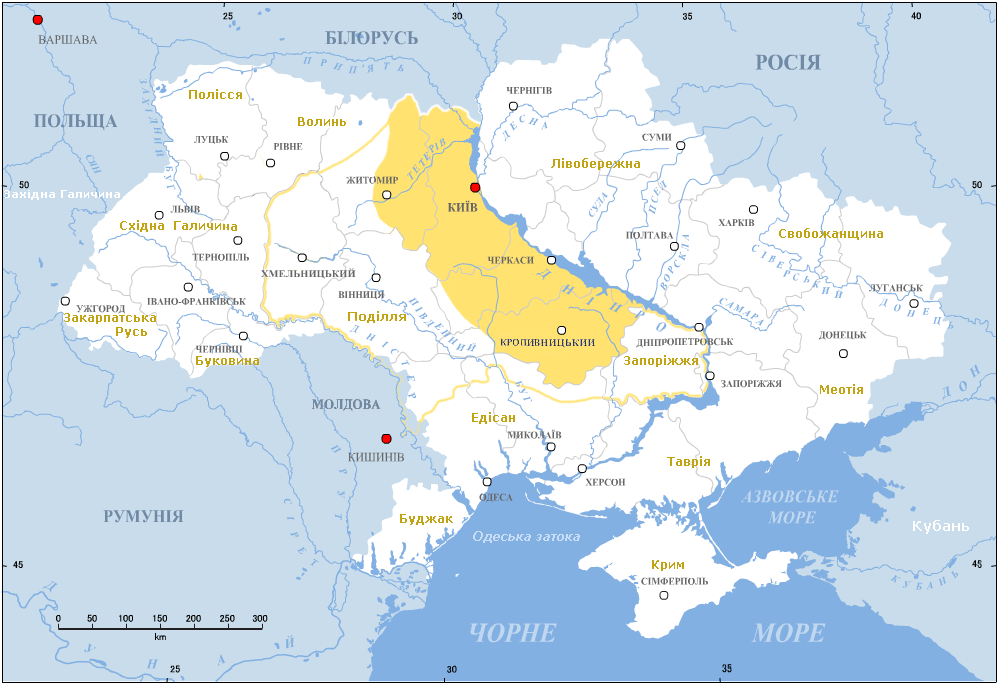
Rechtsufrige Ukraine

Rechtsufrige Ukraine (ukrainisch Правобережна Україна, polnisch Ukraina Prawobrzeżna, russisch Правобережная Украина) ist der historische Name des rechts (westlich) des Dneprs gelegenen Teils der Dnepr-Ukraine sowie Podoliens, die nach dem Abschluss des Waffenstillstands mit dem Zarentum Russland 1667 im Gegensatz zur Linksufrigen Ukraine (mit Ausnahme eines Gebietsstreifens vor Kiew) bis zur Zweiten Teilung Polens 1793 bei Polen-Litauen verblieben.
Die politische Spaltung des ukrainischen Hetmanats entstand im Verlauf des Russisch-Polnischen Krieges 1654–1667 und des damit einhergehenden innerukrainischen Konflikts, bekannt als der „Ruin“. Nachdem sich Hetman Jurij Chmelnyzkyj wie bereits sein Vorgänger Iwan Wyhowskyj mit den Polen gegen Russland verbündete, verweigerten ihm die linksufrigen Regimente die Gefolgschaft und wählten fortan ihren eigenen Hetman, der am Vertrag von Perejaslaw mit Russland festhielt. Diese Teilung wurde 1667 durch den russisch-polnischen Vertrag von Andrussowo offiziell besiegelt.
Im weiteren Verlauf des „Ruins“ wurde die Rechtsufrige Ukraine Schauplatz mehrerer Kriege zwischen Polen-Litauen, dem Krimkhanat und dem Osmanischen Reich und erlebte schwere Verwüstungen. Nach dem Vertrag von Buczacz 1672 wurde der südliche Teil der Rechtsufrigen Ukraine, Podolien, ein Bestandteil des Osmanischen Reiches, fiel dann aber im Vertrag von Karlowitz 1699 zurück an Polen-Litauen. Hierbei wurde das rechtsufrige Hetmanat als Institution aufgelöst.
Die polnische Herrschaft war durch religiöse und soziale Diskriminierung sowie wirtschaftliche Ausbeutung der Ukrainer durch den reichen Landadel gekennzeichnet, die sich immer wieder in Aufständen gegen die Ausbeutung durch das System der Leibeigenschaft erhoben, insbesondere in den Jahren 1702, 1734, 1750 und 1768. Die Aufständischen gingen als Hajdamaken in die Geschichte ein. Der blutige Kolijiwschtschyna-Aufstand von 1768 wurde mit Unterstützung russischer Truppen unterdrückt, nachdem in Zentralpolen zuvor der Adelsaufstand der Konföderation von Bar gegen den prorussischen König Stanislaus Poniatowski ausgebrochen war.
1793 wurde die Rechtsufrige Ukraine im Zuge der Zweiten Teilung Polens dem Russischen Reich angeschlossen. Die Leibeigenschaft in Russland wurde erst 1861 abgeschafft.